# STS-51-A
STS-51-A est la 2e mission de la navette spatiale Discovery.

## Équipage
- Commandant : Frederick Hauck (2)  États-Unis
- Pilote : David Walker (1)  États-Unis
- Spécialiste de mission 1 : Anna Fisher (1)  États-Unis
- Spécialiste de mission 2 : Dale Gardner (2)  États-Unis
- Spécialiste de mission 3 : Joseph P. Allen (2)  États-Unis

Le chiffre entre parenthèses indique le nombre de vols spatiaux effectués par l'astronaute au moment de la mission.

## Paramètres de la mission
- Masse :
  - Navette au décollage : 119 441 kg
  - Navette à l'atterrissage : 94 120 kg
  - Chargement : 21 550 kg
- Périgée : 289 km
- Apogée : 197 km
- Inclinaison : 28,5°
- Période : 90,4 min

## Objectifs
Lancement de deux satellites : TELESAT-H et SYNCOM IV-I.

### Sorties dans l'espace
- Allen et Gardner  - EVA 1
- Début de EVA 1 : 12 novembre 1984 - 13:25 UTC
- Fin de EVA 1 : 12 novembre 1984 - 19:25 UTC
- Durée : 6 heures, 0 minutes

- Allen et Gardner  - EVA 2
- Début de EVA 2 : 14 novembre 1984 - 11:09 UTC
- Fin de EVA 2 : 14 novembre 1984 - 16:51 UTC
- Durée : 5 heures, 42 minutes